# Хомина
Хомина (укр. Хомина) — село в Перемышлянской городской общине Львовского района Львовской области Украины.
Население по переписи 2001 года составляло 108 человек. Занимает площадь 0,45 км². Почтовый индекс — 81235. Телефонный код — 3263.